# El mundo (Descartes)
El Mundo, también llamado Tratado de la Luz (título francés: Le Monde / Traité du monde et de la lumière), es un libro del filósofo, matemático y científico René Descartes (1596–1650). Escrito entre 1629 y 1633,  contiene una versión casi completa de su filosofía,  método, metafísica, física y biología.
Descartes se adhirió a la filosofía mecánica, una forma de la filosofía natural popular en el siglo XVII. Pensó que todo lo físico en el universo estaba hecho de corpúsculos "minúsculos" de materia.  El corpuscularismo (teoría física que supone que toda la materia está compuesta de partículas diminutas) está estrechamente relacionado con atomismo. La diferencia principal era que Descartes mantuvo que podría no haber ningún vacío, y toda la materia está constantemente arremolinándose para impedir un vacío mientras los corpúsculos se mueven a través de otra materia. "El Mundo" presenta un cosmología corpusculariana en que los vórtices arremolinándose explican, entre otros fenómenos, la creación del Sistema Solar y el movimiento circular de planetas alrededor del Sol.
El Mundo se apoya en la visión heliocéntrica, explicada en Europa Occidental por Copérnico.  Descartes retrasó la publicación del libro a noticias de la condena de la Inquisición Romana de Galileo por "sospecha de herejía" y sentenciando a arresto domiciliario.  Descartes comentó su trabajo en el libro, y su decisión de no publicarlo, en cartas con otro filósofo, Marin Mersenne.
Algún fragmento de El Mundo estuvo revisado para publicación de Principia philosophiae o Principios de Filosofía (1644), un libro de texto en latín pretendido al principio por Descartes para reemplazar el aristotelismo entonces enseñado en universidades. En los Principios el tono heliocéntrico estuvo suavizado ligeramente con un punto de vista relativista. El último capítulo de El Mundo estuvo publicado por separado como De Homine (Sobre el Hombre) en 1662. El resto de El Mundo era finalmente publicado en 1664, y el texto entero en 1677.

## El vacío y las partículas
Antes de que Descartes empieza a describir sus teorías físicas, presenta al lector la idea de que no hay ninguna relación entre nuestras sensaciones y lo que las crea, poniendo en duda la creencia aristotélica que tal relación existía.  Luego describe que el fuego es capaz de romper la madera en minúsculas partes a través del movimiento rápido de las partículas del fuego dentro de las llamas.  Este movimiento rápido de partículas es lo que da al fuego su calor, desde entonces Descartes afirmará que el calor es nada más que el movimiento de partículas, y que como consecuencia produce luz.
Según Descartes, el movimiento, o agitación, de estas partículas es lo que da a las sustancias sus propiedades (i.e. su fluidez y dureza).  El fuego es el más fluido y tiene bastante energía a derretir la mayoría de otros cuerpos mientras que las partículas de aire carecen de la fuerza necesario de hacerlo.  Los cuerpos duros tienen partículas que todas son igual de difíciles de separar que su totalidad.

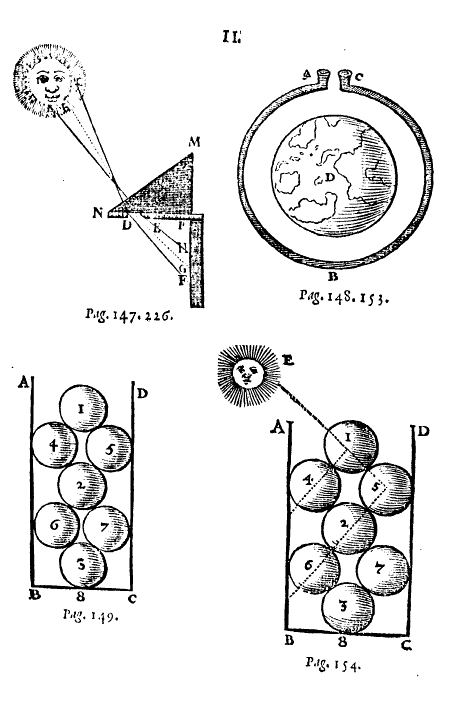
Teoría de los corpúsculos de Descartes

Basado en sus observaciones de cómo la naturaleza es resistente al vacío, Descartes dedujo que todas las partículas en naturaleza están empaquetadas juntas de tal forma que no hay vacío en la naturaleza (aun así, Descartes aclara que no asegura que un vacío no pueda existir en naturaleza, ya que carece de las observaciones necesarias para decir esto con certeza).
Descartes describe la sustancias como constituidas sólo de tres elementos fundamentales: fuego, aire y tierra, de los que las propiedades de cualquier sustancia pueden ser caracterizadas por su composición de estos elementos, la medida y conjunto de las partículas en la sustancia, y el movimiento de sus partículas.

## Leyes de movimiento cartesianas
El movimiento de estas partículas y todos otros objetos en naturaleza están sujetos a las leyes de movimiento que Descartes había observado:
1. “…Cada parte particular de materia siempre continúa en el mismo estado a no ser que la colisión con otras fuerzas cambien su estado.”
2. “…Cuándo uno de estos cuerpos empuja otro, no pueda dar el 2.ª cualquier movimiento, excepto perdiendo tanto de su movimiento propio al mismo tiempo…”
3. “…Cuándo un cuerpo está en  movimiento…cada cual de sus partes individualmente tiende siempre para continuar moviendo a lo largo de una línea recta” (Gaukroger)

Descartes en los Principios de Filosofía añadió a estos sus leyes en colisión elástica.

## Universo cartesiano

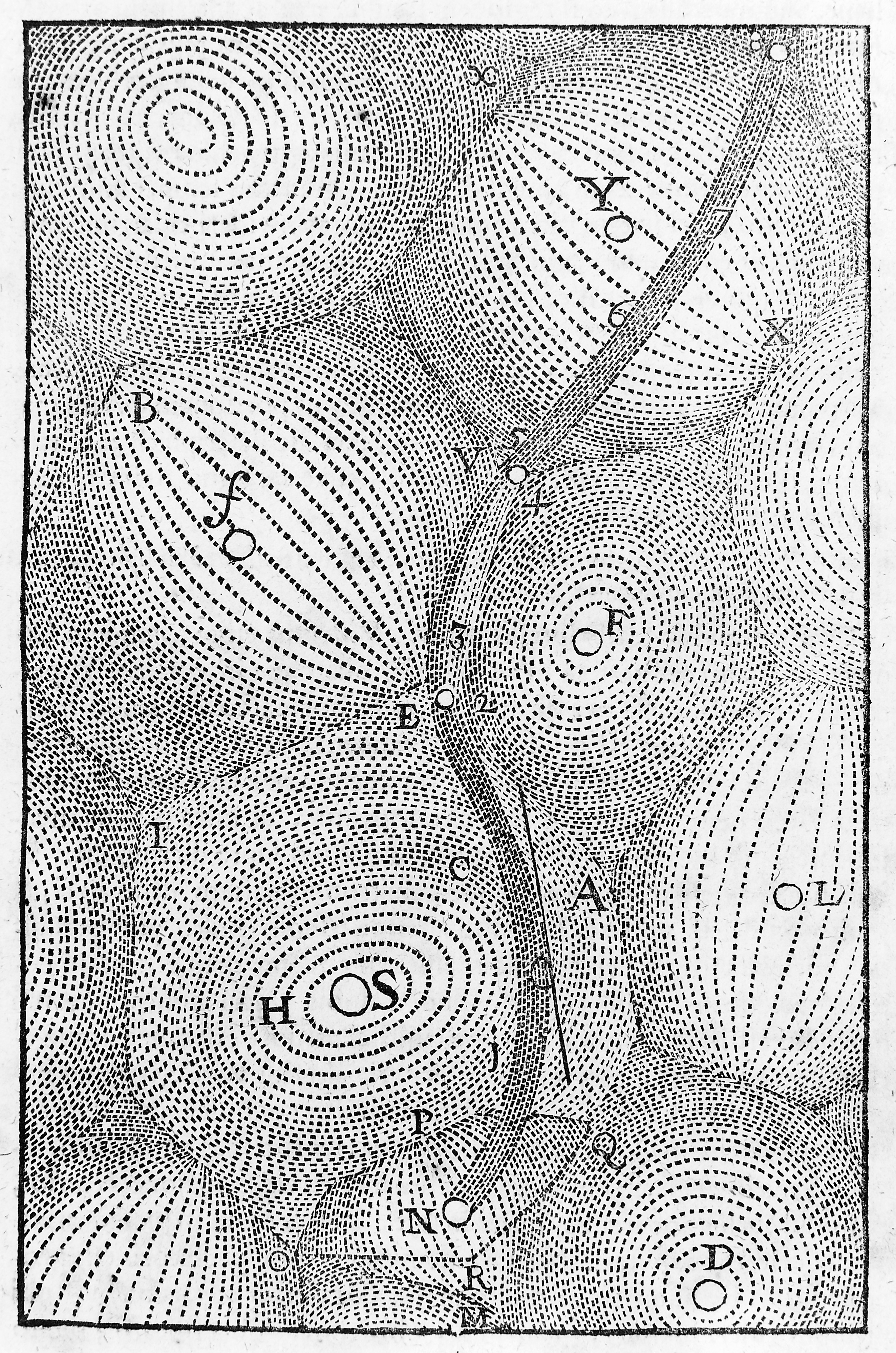
El universo tal como lo concibe Descartes bajo su sistema de vórtices de éter alrededor de soles y planetas.

Descartes explica detalladamente sobre cómo el universo podría haber empezado en absoluto caos y con estas leyes básicas podrían haber obtenido sus partículas organizadas para juntarse con la forma del universo que observamos hoy. Una vez las partículas en el universo caótico empezaran a moverse, el movimiento global habría sido circular porque no hay vacío en la naturaleza, así que siempre que una partícula sola se mueva, otra partícula también tiene que moverse para ocupar el espacio donde la partícula anterior una vez era.

### Teoría de los vórtices
Este tipo de movimiento circular, o vórtice, habría creado lo que Descartes observó para ser las órbitas de los planetas sobre los que sol junto con los objetos más pesados que giran fuera hacia el exteriores del vórtice y los objetos más ligeros que quedan más cercanos al centro. 
Para explicar esto, Descartes utilizó la analogía de los remolinos del río de Leucipo y Epicuro, donde un río que lleva escombros ligeros (hojas, plumas, etc.) y barcas pesadas. Si el río abruptamente llega a una curva aguda, las barcas seguirían la tercera ley de movimiento de Descartes y chocarían la orilla del río puesto que el flujo de las partículas en el río no tendría bastante fuerza para cambiar la dirección de la barca.  Aun así, los escombros flotantes más ligeros seguirían el río puesto que las partículas en el río tendrían fuerza suficiente para cambiar la dirección de los escombros. En los cielos, el flujo circular de las partículas celestiales, o éter, aquellas que causan el movimiento de los planetas para ser circulares.
En cuanto a la razón por qué objetos pesados caen encima de la Tierra, Descartes lo explicó esto a través de la agitación de las partículas en la atmósfera.

"La fuerza con la que la materia celeste, más ligera, tiende alejarse del centro de la tierra no puede tener su efecto; sí las partículas de la materia celeste se alejan, no alcanzan el lugar de algunas partes terrestres que descienden al mismo tiempo hasta pasar el lugar de algunas partes terrestres a ocupar el lugar dejado por las partículas de la materia celeste".
René Descartes

Las partículas del éter tienen agitaciones más grandes que las partículas del aire, los cuales en tienen mayor que las partículas que componen los objetos terrestres (p. ej. piedras). Cuanto más grande la agitación del éter, impide a las partículas de aire de huir a los cielos, al igual que la agitación de partículas del aire fuerzan a los cuerpos terrestres, cuyas partículas tienen mucha menos agitación que aquellas del aire, para descender hacia el mundo.

## Teoría de la luz cartesiana

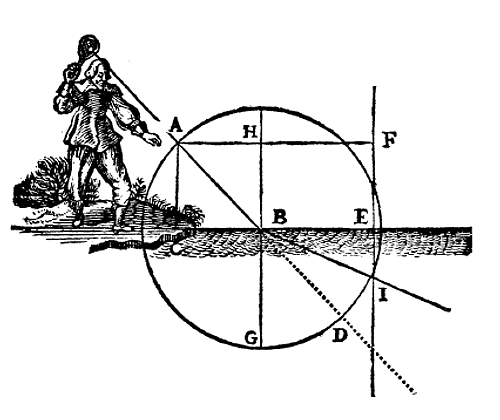
Diagrama de la teoría óptica cartesiana

Con sus leyes de movimiento impuestas y el universo que operando bajo estas leyes, Descartes luego empieza para describir su teoría en la naturaleza de la luz.  Descartes creyó que la luz viajaba instantáneamente - una creencia común en su tiempo – como un impulso a través de todas las partículas adyacentes en naturaleza, puesto que Descartes creyó que la naturaleza no tenía vacío.  Para ilustrar esto, Descartes utilizó el ejemplo de un palo siendo empujado contra algún cuerpo. Justo cuando la fuerza la cual está sentida en un extremo del palo es instantáneamente transferido y sentido en el otro extremo, así es el impulso de la luz que es enviado a través de los cielos y a través de la atmósfera de cuerpos luminosos a nuestros ojos.  Descartes atribuyó a la luz de tener 12 propiedades distintas:
1. La luz se extiende circularmente en toda dirección de cuerpos luminosos.
2. La luz se extiende fuera a cualquier distancia.
3. La luz viaja instantáneamente.
4. La luz viaja normalmente en rayos o líneas rectas.
5. Varios rayos pueden venir de puntos diferentes y juntarse en el mismo punto.
6. Varios rayos pueden empezar en el mismo punto y viajar en direcciones diferentes.
7. Varios rayos pueden pasar a través del mismo punto sin estorbar cada cual otro.
8. Si los rayos son de fuerza muy desigual, entonces pueden a veces obstaculizar uno con el otro.

También:
- 9) y 10) los rayos pueden ser desviados por reflexión o por refracción.
- 11) y 12) La fuerza de un rayo puede ser aumentada o disminuida por el talante de la materia que lo recibe.